# 脳挫傷
脳挫傷（のうざしょう、英：cerebral contusion、独：Hirnkontusion）とは、頭部を強打するなどの要因によって外傷を受けた際に、頭蓋骨内部で脳が衝撃を受けて脳本体に損傷を生じる病。

## 概要
外傷を受けた側の脳が局所的に障害を受ける一方で、外傷とは反対側の脳表面は広範囲にわたって障害を受ける。これは外力によって慣性を付けた柔らかい脳が硬い頭蓋骨に内側からぶつかって広範囲に挫滅するためと考えられる。
頭部に加えられた衝撃は打撃部位直下に陽圧を、打撃と反対側の部位に陰圧を生じる。打撃側に生じる損傷を直撃損傷（coup injury）、反対側に生じる損傷を反衝損傷（contrecoup injury）と呼ぶ。頭蓋内、脳内は不均一な構造になっているため、剪断損傷 shearing injury を起こすこともあり、また脳幹部と脳底動脈穿通枝とのずれ neurovascular friction によって小出血が生じることもありうる。このような脳実質の挫滅、小出血、続発する浮腫を脳挫傷という。

## 原因
頭を強く打つなどの外傷。

## 症状
頭蓋骨骨折や頭蓋底骨折を同時に受けていることが多く、脳内出血などを併発する場合が多い。嘔吐・意識障害・運動知覚麻痺・痙攣発作・視野の欠損などの症状が起き、重症では昏睡状態になることもある。

## 治療と予後
損傷範囲が広い場合が多いうえに、神経細胞の分裂能は極めて低いので原則的に手術などは適さず、保存的治療が試みられる。しかし出血が多い場合などに手術などを要することもある。
治癒した後、運動機能障害・失語・視力障害、精神的症状などの後遺症が残ることも多い。
小範囲、限局性の脳挫傷の予後は良好だが、挫傷が広範囲だったり、挫傷脳中に巨大な脳内血腫を形成したりした場合は予後不良である。脳内血腫の合併を含む昏睡状態の重症脳挫傷では、致命率は44%、社会復帰は31%程度である。